# 스티브 바라캇
스티브 바라캇(영어: Steve Barakatt, 1973년 5월 17일 ~ )은 캐나다의 작곡가, 음반 프로듀서, 피아니스트, 가수이다. 캐나다 퀘벡 시에서 레바논계 이민자의 아들로 태어나 4살 때 음악에 매료되어 피아노를 배우기 시작한 뒤 약 십 년간 클래식 음악을 공부하였고, 후에 재즈로 전향했다.
스티브는 불과 13세 때 퀘벡 심포니 오케스트라(Orchestre Symphonique de Québec)와 솔로 협연을 하는 등 어린 시절부터 다양하고 도전적인 음악적 경험을 즐기며 쌓아왔으며, 16살 때는 작곡, 편곡 및 제작에 매료되었으며, 음악의 기술적인 요소들을 공부함으로써 음악 프로그래밍의 복잡한 요소들까지 통달하여 자신의 영역으로 만들었다. 일본 명품 악기 제조사인 롤랜드가 신제품 출시의 시연을 위해 1992년 캘리포니아 애너하임에서 개최되었던 나남 쇼에 그를 초청했다.
다재다능하고 영감이 풍부한 뮤지션인 스티브는 다양한 음반을 발매하였고 알렉산드로프 앙상블부터 도쿄 필하모닉 오케스트라와의 앙상블 연주를 비롯 수많은 아티스트들과 공연하였다. 음악에 대한 진실한 열정으로 가득한 아티스트로서 스티브는 세계의 많은 뮤지션을 만나고 다양한 스타일의 음악을 탐구하는 것을 즐긴다.

## 레코딩 아티스트
스티브 바라켓은 14세에 데뷔 앨범 「 Double Joie 」를 발표했다. 1987년 11월 캐나다에서 발매된 앨범은 일주일도 지나지 않아 탑 20 베스트셀러에 오르며 인기를 끌었다.
스티브는 Audacity, Escape, Steve Barakatt LIVE, Quebec, Eternity, A Love Affair, All About Us &Someday, Somewhere 등 수많은 자작곡을 발표했고 많은 앨범을 제작했다. 그의 앨범들은 세계 여러 나라에서 히트하며 차트에 올랐고 여러 라디오 방송에서 배경음악으로 사용되었다. 수많은 그의 작품들이 TV 드라마의 인기 테마곡으로 사용되고 있다.

## 작곡가/프로듀서
작곡가 및 프로듀서로서 스티브는 세계 여러 나라의 다양한 뮤지션들과 작업하고 있다. 1997년 스티브는 캐나다 가수 나타샤 세인트 피에르 (Natasha St-Pier)의 앨범을 제작했다. 그의 작품 중 하나인 Sans le Savoir는 라디오 차트 5위에 오르는 인기를 끌었으며 뮤직비디오 역시 퀘벡 MTV의 Musique Plus 1위에 오르며 크게 인기를 끌었다.
1997년에는 캐나다 가수인 Johanne Blouin에게 ‘C’est Une Promesse’를 주었고 이 역시 히트 시켰다. 또한 아르헨티나 가수인 기예르모 살다나(Guillermo Saldana)에게 ‘En La Arena’를 주었다.
홍콩에서 스티브는 최고의 아티스트들과 작업했다. 95년에는 Kelly Chen(진혜림), Joyce Yau, Daniel, Chan, Ray Chan이 함께 부른 ‘Mou Tian’을 작곡했다. 96년에는 여명과 알란 탐의 첫 듀엣 곡 ‘Song of Stars’를 작곡하기도 했다. 또한 같은 해 여명의 솔로 앨범 「 Fell Leon 」에 수록 된 ‘Ni Shi Shul’이라는 곡을 작곡하였다.
일본에서는 대중 가수 신세레가 “Kaze To Kino Uta-Quebec 1608”를 노래하였다. 일본의 최고 인기 가수 요코 오기노메는 ‘We’ll Be Together’를 녹음하였는데 이 곡은 당시 최고의 시청률을 자랑하던 NTV 네트워크의 TV쇼인 Shitteru Tsumori의 메인 테마곡으로 사용되었다.
스티브는 인기가수인 노리코 사카이에게 “Watashi Dake De Ite”를 작곡해 주었다. 그의 작품 중 하나인 ‘Nuit d’Amour a Paris’는 NHK 네트워크의 TV 드라마 “Kiss Again”의 주제곡으로 사용되었다. 스티브의 작품들은 세계적인 F1인 모나코 그랑프리(후지TV) 및 2002년 FIFA 월드컵(NHK)을 비롯 스포츠 프로그램의 배경 음악으로 사용되었다. Omar Sharif가 주연한 TV 시리즈 “Urban Myth Chillers”의 배경음악을 작곡하기도 하였다.
2006년, 스티브는 캐나다 가수 오드리 드 몽티니와의 듀엣곡 “Here We Are”를 작곡 제작했다. 이 곡은 스티브의 첫 보컬 앨범 "Here I Am"과 오드리의 앨범 “Take Me As I Am”에 동시 수록되었다. 2007년 스티브는 요코 오노와 함께 국제 사면위원회(국제 엠네스티)가 진행하는 프로젝트 “Make Some Noise”를 지지하는 활동의 일환으로 존 레논의 “Love”를 프로듀스 하며 오드리와 다시 한 번 작업했다.
2010년 한국 R&B 가수 휘성과 마이클 잭슨의 편집 앨범 "Winter Night" 수록곡인 "You Are Not Alone"을 듀엣으로 불렀다.

## 애드 비탐 에테르남(Ad Vitam Aeternam)
2003년 스티브 바라캇은 16단계에 걸친 인간의 경험을 주제로 한 대규모의 교향곡을 작곡, 기획하기로 결심했다. 30개월이 넘는 창작 기간을 보낸 뒤 2005년 9월 30일, 퀘벡 대극장에서 퀘벡 교향악단과 함께 애드 비탐 에터넘(Ad Vitam Aeternam)을 세계 최초로 공연하였다.
2006년 6월 16일, 러시아 야로슬라블에서 세계적 명성의 지휘자인 Murad Annamamedov의 지휘로 "야로슬라블 심포니 오케스트라"와 유럽 초연 공연을 가졌다.
2007년 9월 7일, 애드 비탐 에터넘은 캐나다 지휘자 Gilles Ouellet의 지휘로 디토 챔버 오케스트라에 의해 아시아 최초로 공연되었다. 이 공연은 캐나다 퀘벡 주의 400주년 기념행사로 진행되었다.
2008년 6월 17-19일 퀘벡 대극장에서 몇몇 콘서트가 개최되었다.
2010년 애드 비탐 에터넘은 유네스코 세계 문화유산에 등재된 러시아 야로슬라블 1000주년을 축하 하는 기념행사에서 연주될 것이다.
2014년 11월 19일 스티브 바라캇은 전통과 명성의 모스크바 차이코프스키 국립 음악원 대강당에서 세계적인 명성의 지휘자 Murad Annamamedov의 지휘로 야로슬라블 아카데미 심포니 오케스트라와 애드 비탐 에터넘을 공연하였다.
아동 권리 협약 25주년을 기념하는 행사에 애드 비탐 에터넘이 공연되었다. 전 세계 30개국 이상의 각국 대표들과 대사들이 모스크바에서 개최된 역사적인 행사를 참관했다.
스티브 바라캇은 댄스, 영상, 곡예, 시각 효과 같은 극적이며 예술적 요소들로 교향곡을 구성하는 것을 꿈꾼다. 탄생에서 영원에 이르기까지의 주제를 다룬 애드 비탐 에터넘이 내포하는 예술적, 육체적, 우주 철학이 완벽하게 결집된 창작물로 완성이 될 것이다.

## Here I Am(보컬)
2007년 스티브 바라캇은 첫 보컬 앨범 “Here I Am”을 발매한다. 앨범에 수록된 몇몇 곡은 조지 마틴이 설립한 런던의 에어 스튜디오에서 필 하모닉 오케스트라와 세계 유수의 뮤지션들과의 협연으로 녹음되었다.

## Lullaby, 유니세프 헌정곡
2007년 3월9일, 바라캇은 유니세프 캐나다 대사로 위촉되었다.
2009년 스티브 바라캇은 유니세프 헌정곡 Lullaby를 작곡했다. 이 곡은 합창 교향곡으로서 심포니 오케스트라에 의해 세계 5대륙과 국제 우주 정거장에서 2009년 11월 20일 초연되었다.
지휘자 정명훈, the Orchestre Philharmonique de Radio France, 나나 무스꾸리, 안젤리끄 키드조, 헬무트 로티, 여명, 아그네스 찬, 막심 벤베로프, 리처드 오닐, 미리 벤 아리, la Maitrise de Radio France and The choir of the City of Prague Philharmonic Orchestra와 같은 수많은 뮤지션들과 앙상블이 이 곡의 녹음에 참여하였다.
이 역사적인 순간을 기념하기 위해 전 세계 15개국의 심포니 오케스트라가 헌정곡을 연주했다. 아동 권리 협약의 중요성에 관한 세계인들의 의식을 고취시키기 위한 방편으로 뮤직비디오가 제작 발매되었다.
"Lullaby, 유니세프 헌정곡"은 벨기에 우주조종사 프랭크 드 위니(Frank De Winne)가 임무를 수행 중인 국제 우주 정거장에서도 상영되었다.
2010년 3월 16일 스티브 바라캇은 "Lullaby, 유니세프 헌정곡"을 도쿄 Nippon Budokan에서 공연했다.
2012년 2월 22일 스티브 바라캇은 모나코 공화국의 알버트 2세 대공의 주재하에 “Monaco Disease Power" 가 기획한 행사에서 그 곡을 공연했다.
2014년 11월 19일 스티브 바라캇은 전통과 명성의 모스크바 차이코프스키 국립 음악원 대강당에서 세계적인 명성의 지휘자 Murad Annamamedov의 지휘로 야로슬라블 아카데미 심포니 오케스트라와 DOMISOLKA 어린이 합창단의 연주로 "Lullaby, 유니세프 헌정곡"을 연주했다.
그 공연은 아동 권리 협약 25주년과 "Lullaby, 유니세프 헌정곡" 발표 5주년을 기념하여 이루어졌다. 전 세계 30개국 이상의 각국 대표들과 대사들이 모스크바에서 개최된 역사적인 행사에 참관했다.

## 공연
- 안산 (대한민국)
- 방갈로르 (인도)
- 베이징 (중국)
- 부산 (대한민국)
- 대구 (대한민국)
- 에드먼스턴 (캐나다)
- 후쿠시마 (일본)
- 후쿠오카 (일본)
- 기후 (일본)
- 광주 (대한민국)
- 히로시마 (일본)
- 홍콩 (중국)
- 가나가와 (일본)
- 가와구치 (일본)
- 키예프 (우크라이나)
- 구시로 (일본)
- 교토 (일본)
- L.A. (미국)
- 런던 (영국)
- 마닐라 (필리핀)
- 마쓰모토 (일본)
- 미야기 (일본)
- 몬트리올 (캐나다)
- 모스크바 (러시아)
- 뭄바이 (인도)
- 나가노 (일본)
- 나가사키 (일본)
- 나고야 (일본)
- 뉴욕 (미국)
- 오미야 (일본)
- 오사카 (일본)
- 오타와 (캐나다)
- 퀘벡 (캐나다)
- 서울 (대한민국)
- 센다이 (일본)
- 삿포로 (일본)
- 타이베이 (타이완)
- 타이중 (타이완)
- 도쿄 (일본)
- 울산 (대한민국)
- 밴쿠버 (캐나다)
- 야로슬라블 (러시아)
- 요코하마 (일본)

## 수상 및 업적
- Winner of the Sillery music festival (1984 and 1986)
- 3 Nominations by the ADISQ (Between 1987 and 2005)
- Youngest recipient of the Order of Merit of the Saint-Jean-Baptiste Society (1988)
- Nominated for the "Prix Rayonnement hors Québec" - Grands Québécois (1996)
- Certificate of acknowledgement from the United Nations (2004)
- Recipient of the ARISTA Bank of Montreal Prize "Young International Business Leader in Quebec" (2005)
- Young Personality of the Year (National and International) Youth Chamber of Commerce of Quebec (2005)
- Recipient of the Pierre-Garon prize (Artist of the year, Quebec City) (2006)
- Honorary Governor of The Duke of Edinburgh's Award in recognition of his contribution for the program in Quebec (2006)
- SOCAN's Hagood Hardy Award-Composer of the Year-Instrumental (2010)

## 음반
- 《Double-Joie》 (1987)
- 《Audace/Audacity》 (1994)
- 《Escape》 (1996)
- 《Steve Barakatt Live》 (1997)
- 《Quebec》 (1998)
- 《Eternity》 (1999)
- 《A Love Affair》 (2000)
- 《Rainbow Bridge - The Collection》 (2000)
- 《All About Us》 (2001)
- 《The Best of Steve Barakatt》 (2004)
- 《The Best Inspirations》 (2005)
- 《Here I Am》 (2007)
- 《Someday, Somewhere》 (2011)
- Dear Charlotte - Single (2015)
- Dear Charlotte (Piano Solo) - Single (2015)
- Moonlight Dream - Single (2015)
- Symphony of Greatest Hits - Single (2015)

## 작곡가/프로듀서/피아니스트 작품 활동
- Emergence for Natasha St-Pier (1995)
- Mou Tian for Kelly Chen, Daniel Chan, Joyce Yau, Ray Chan (1995)
- En La Aerena for Guillermo Saldana (1995)
- The Song of Stars for Leon Lai &Alan Tam (1996)
- Ni Shi Shui for Leon Lai(1996)
- C'est un promesse for Johanne Blouin (1997)
- Kaze To Kino Uta for Sincere (1998)
- Shitteru Tsumori for Yoko Oginome (1999)
- Watashi Dake Ite for Noriko Sakai (2000)
- Here We Are for Audrey De Montigny (2006)
- Love performed by Audrey de Montigny for Amnesty International's Make Some Noise (2007)
- Rainbow Bridge performed by SunMin (2010)
- You Are Not Alone performed in duet with Wheesung (2010)
- I'm Sorry + My Funny Valentine performed with John Park (2011)

## 스티브 바라캇의 작품을 연주한 앙상블과 아티스트들
| - L'Orchestre symphonique de Québec (Canada) - L'Orchestre Métropolitain du Grand Montréal (Canada) - The Vancouver Youth Symphony Orchestra (Canada) - The Delta Youth Orchestra (Canada) - The Greater Victoria Youth Orchestra (Canada) - The Ottawa Youth Orchestra (Canada) - The Kitchener Waterloo Symphony Orchestra (Canada) - The Cleveland Symphony Orchestra (Australia) - The Lahti Symphony Orchestra (Finland) - L'Orchestre Philharmonique de Radio France (France) - La Maitrise de Radio France (France) - The Hong Kong Chinese Orchestra (China) - The choir of the City of Prague Philharmonic Orchestra - Royal Canadian Air Force Band (Canada) | - The Edward Said National Youth Conservatory (Palestinian Occupied Territories) - Polish Radio Symphony Orchestra (Poland) - Auckland Symphony Orchestra (New Zealand) - The Bilkent Symphony Orchestra (Turkey) - Nana Mouskouri - Richard O'Neill - Helmut Lotti - Angelique Kidjo - Maxim Vengerov - Agnes Chan - Miri Ben-Ari - The Alexandrov Red Army Choir - Natasha St-Pier - Joo-Hyun Kim - Myung-whun Chung | - Kelly Chen - Daniel Chan - Joyce Yau - John Park - Ray Chan - Guillermo Saldana - Children's Choir DOMISOLKA - Leon Lai - Alan Tam - Johanne Blouin - Sincere - Yoko Oginome - Noriko Sakai - Audrey De Montigny - SunMin - Yuhki Kuramoto |